# Кутул
Кутул — село в  Курахском районе Дагестана. Административный центр сельского поселения Сельсовет «Кутульский».

## История
Родоначальником и основателем села является человек по имени Кутул/Кватул/Кватулай. Его потомки также основали село Моллакент.

## Географическое положение
Расположено на реке Курах в 16 км к юго-востоку от районного центра с. Курах.

## Население
| 1895 | 1926 | 1939 | 1970 | 1989 | 2002 | 2010 |
| ---- | ---- | ---- | ---- | ---- | ---- | ---- |
| 358  | ↘225 | ↘173 | ↗175 | ↘111 | ↗171 | ↗195 |
| 2021 |      |      |      |      |      |      |
| ↗220 |      |      |      |      |      |      |

Моноэтническое лезгинское село.